# Chautauqua (Kansas)
Chautauqua – miasto położone w hrabstwie Chautauqua.